# Cortinarius scandens
Cortinarius scandens är en svampart som beskrevs av Fr. 1838. Cortinarius scandens ingår i släktet Cortinarius och familjen spindlingar.   Inga underarter finns listade i Catalogue of Life.